# Madrasa Arab Mohammed Khan
La madrasa Arab Mohammed Khan è un'antica madrasa di Khiva in Uzbekistan. Si trova nella città murata di Itchan Kala.
La struttura è a ovest della madrasa Mohammed Amin Khan. È stata costruita in sostituzione di una piccola madrasa finanziata da una donna famosa di Khiva. Il Khan di Khiva, Arab Muhammad Khan della dinastia Arabchanidi (ramo degli Shaybanidi) l'ha acquistata da tale donna e nel terreno annesso vi ha fatto erigere, nel 1616, una nuova madrasa di mattoni cotti, in onore del fatto che Khiva divenne la capitale della Corasmia al posto di Gurganj (Urgench).
Nel 1838, durante il regno di Alla Kuli Khan, è stata ricostruita nel tipico modello di madrasa di Khiva. Oggi è un edificio simmetrico, con un pavimento di un piano, con un solido portale e torrette cilindriche agli angoli.
Muhammad Rahim Khan vi ha condotto i propri studi giovanili, guidato dal poeta e storico Agakhi.